# جورج والش (سياسي)
جورج والش (بالإنجليزية: George Walsh)‏ هو سياسي نيوزلندي، ولد في 22 نوفمبر 1899، وتوفي في 15 مايو 1979. انتخب عضو مجلس النواب النيوزيلندي.